# Skalmierzyce

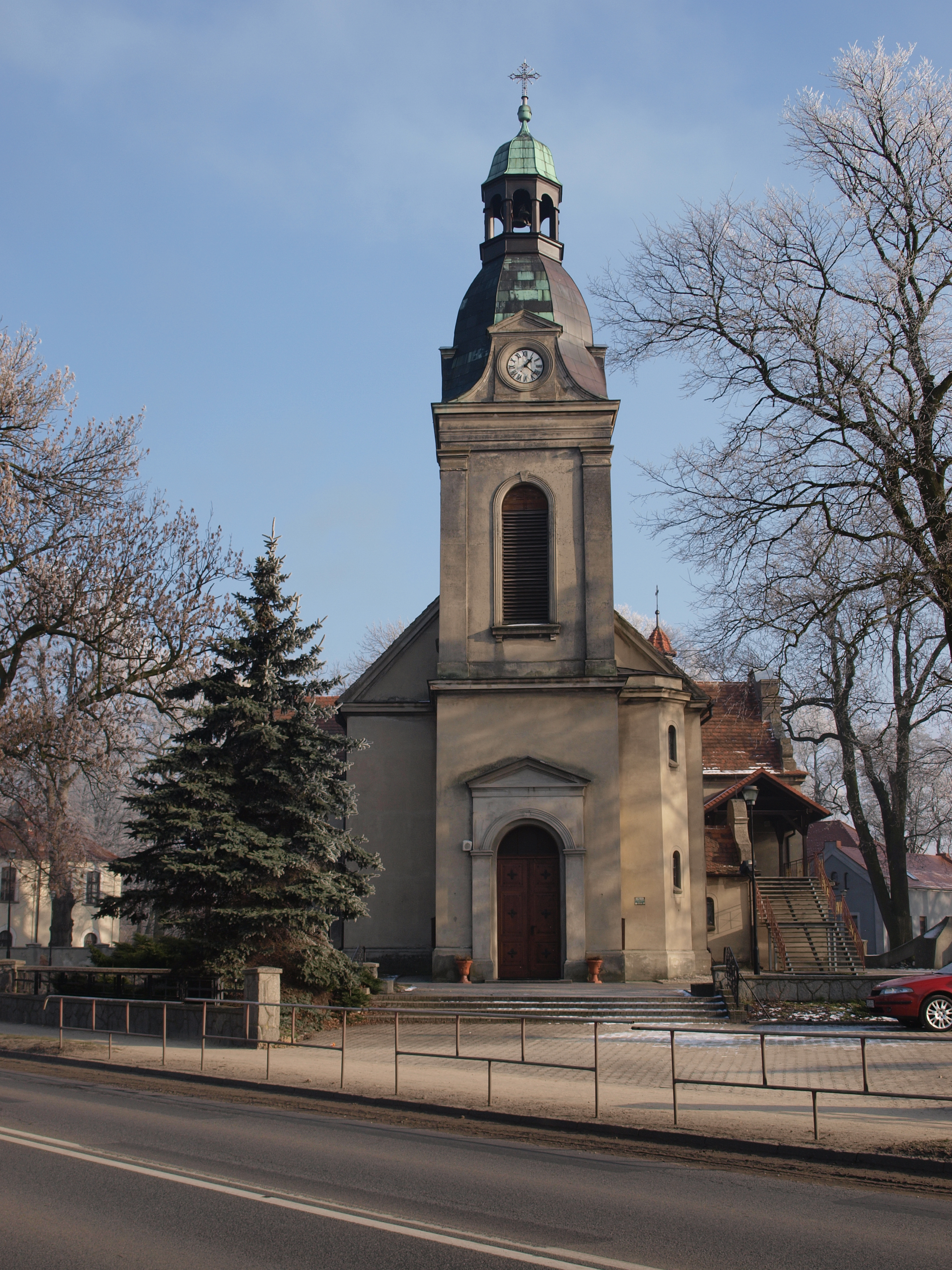
Die Kirche

Skalmierzyce (deutsch 1908–20 Alt Skalmierschütz, zuvor Skalmierzyce) ist ein Dorf im Powiat Ostrowski in der Woiwodschaft Großpolen, Polen. Die Einwohnerzahl von Skalmierzyce beträgt etwa 2100. Das Dorf ist seit Januar 2010 Sitz der Stadt- und Landgemeinde Nowe Skalmierzyce.

## Geschichte
Bis zum Jahr 1793 gehörte der im Jahr 1343 erstmals erwähnte Ort zur Woiwodschaft Kalisz. Nach der zweiten Teilung Polens von 1793 gehörte er bis 1807 zu Südpreußen, später zur Provinz Posen.
Ab dem Jahr 1815 verlief im Osten zwischen Skalmierzyce und Szczypiorno die Staatsgrenze. 1896 wurde die Bahnstrecke Ostrowo–Skalmierzyce auf der deutschen Seite der Grenze eröffnet. 1906 folgte die Bahnstrecke zwischen Kalisz und Warschau auf der russischen Seite. 1908 wurde das schon mehrheitlich deutschsprachige Nowe Skalmierzyce (Neu Skalmierschütz) ausgegliedert.
Nach dem Überfall auf Polen wurde das Dorf 1939 in Alt Skalden umbenannt.

## Kultur
Zu den denkmalgeschützten Sehenswürdigkeiten der Gemeinde zählt die Sankt-Katherinen-Kirche mit ihren Kapellen und dem Friedhof. Die Kirche selbst wurde 1791–1792 erbaut und erfuhr 1873 und im 20. Jahrhundert Umbauten und Erweiterungen. Während die älteste Kapelle aus dem Jahr 1621 stammt, wurde die St.-Josefs-Kapelle 1791 hinzugefügt. Aus der Erbauungszeit der Kirche stammen Teile der Umfassungsmauer und das Haupttor.

## Persönlichkeiten
- Piotr Łyszczak (1877–1962), Mitglied des Seijm
- Zbyszko Bednorz (1913–2010), Schriftsteller, Publizist und Literaturhistoriker
- Saturnina Wadecka (1922–1998), Schriftstellerin
- Zygmunt Pawlaczyk (1928–1987), Pilot – abgestürzt mit LOT-Flug 5055
- Gunther von Hagens (* 1945), Erfinder der Plastination